# Как прекарах това лято (филм)
Как прекарах това лято (на руски: Как я провёл этим летом) е руски драматичен филм на режисьора Алексей Попогребски заснет в периода 2008-2009 години. Лентата е носител на награда „Сребърна мечка“ (2010) от 60-ия Берлински международен кинофестивал за Най-добър артист, награда за Най-добър филм (2010) от Лондонския кинофестивал, награда „Златен орел“ за Най-добър филм (2010) и други.

## Сюжет
Младият Павел (Григорий Добригин) е на тримесечна практика на полярна метеорологична станция в Северния ледовит океан заедно с отговорника на съоръжението Сергей (Сергей Пускепалис). Продължителната изолация и тежките условия започват да оказват своето влияние върху психиката на стажанта и неговите постъпки и действия.